# Bouzais
Bouzais – miejscowość i gmina we Francji, w Regionie Centralny-Dolina Loarym, w departamencie Cher.
Według danych na rok 1990 gminę zamieszkiwały 242 osoby, a gęstość zaludnienia wynosiła 72 osoby/km² (wśród 1842 gmin Regionu Centralnego Bouzais plasuje się na 898. miejscu pod względem liczby ludności, natomiast pod względem powierzchni na miejscu 1406.).